# بیننژان
شهر بیننژان   در بخش ارلوشم در  ایالت بزل‌کونتریدر کشور سوئیس  واقع شده‌است که  ۱۴٬۲۰۰ نفر جمعیت دارد.